# Lorena Colmenares
Yenny Lorena Colmenares Colmenares (Duitama, Boyacá, 15 de febrero de 1991) es una ciclista profesional colombiana de pista y ruta. Desde 2020 corre para el equipo colombiano de categoría UCI Women's Continental Team el Colombia Tierra de Atletas Femenino.

## Biografía
El interés de Lorena por el ciclismo surgió de haber nacido en Duitama, ciudad que cuando ella tenía tan sólo cuatro años fue sede del Campeonato Mundial de Ruta, además de ser cuna de grandes glorias del ciclismo colombiano como Fabio Parra y Oliverio Rincón. Su papá, quien también fue ciclista, no quería que ella compitiera profesionalmente, pues sabía del desgaste que genera este deporte en el cuerpo; pero al final pudo más la felicidad que la ciclista sentía cada vez que se subía a una bicicleta. 
Sus primera carrera fue en el año 2005, en su ciudad natal, carrera en la que llegó entre las primeras niñas de la competencia, ganándose la oportunidad de conocer a María Luisa Calle. Al año siguiente, (2006) Lorena compitió en el Campeonato Nacional de Pista Prejuvenil, en donde se alzó con la medalla de oro, a pesar de ser debutante. En esa oportunidad compitió en la bicicleta de su hermano Brayan, quien había fallecido hace poco y había ahorrado para comprarla. Este triunfo llamó la atención del Alcalde de Duitama, Rafaél Pirajón,  y el Gobernador de Boyacá, Jorge Londoño, quienes le ofrecieron una casa como recompensa por su logro, la cual ella todavía espera.
Aun así, el triunfo la llevó a seguir entrenando para presentarse a los Nacionales de Pista de nuevo el año siguiente (2007) y ganar de nuevo, esta vez llevándose seis medallas y batiendo récords en los 200 m lanzados,500 m detenidos y 2000 persecución individual. El paso de la categoría juvenil a la élite marcó un momento difícil para la cadena de triunfos de esta corredora, quien de admirar a María Luisa Calle tuvo que pasar a verla como su rival en la pista. Lorena comenzó a entrenar con el cubano Florencio Pérez, director técnico del equipo del Departamento, quien la ayudó a reforzar su velocidad en pista al tiempo que la comenzó a foguear en clásicas a nivel nacional.  
En el año 2010 Colmenares ganó la primera edición de la Vuelta a Cundinamarca además de dos medallas en el Campeonato Nacional en Pista (plata en persecución por equipos, y bronce en la prueba por puntos.) En el año 2011 volvió a subirse al podio de los Campeonatos Nacionales ganando oro en la prueba por puntos; triunfo que repitió en 2016 y 2017, además de haber ganado plata en esa misma prueba en los años 2014 y 2019. En el año 2015 también ganó bronce en la prueba por puntos de la Copa Cuba de Pista, siendo esta su primera carrera internacional. En el 2016 Lorena participó en los Juegos Panamericanos de Toronto, Canadá, donde ganó bronce con la Selección Nacional. Ese mismo año se montó al podio de la primera Vuelta a Colombia Femenina, ganando la medalla de bronce. 
El 2017 fue un año de desafíos pues, aunque empezó ganando oro y plata en Juegos Bolivarianos y la primera etapa de la Vuelta a Colombia Femenina de ese año, se encontró con una miositis muscular que la obligó a dejar la competencia. 
Con el apoyo de su familia logró recuperarse tanto física como emocionalmente, y en el año 2018 regresó a la competencia, quedando en el top diez en dos etapas en la Vuelta a Colombia Femenina de ese año, que se realizó en Boyacá, lo cual ella describe como un triunfo sin podios ni medallas.  Ese año también participó en los Juegos Suramericanos de Cochabamba ganando plata en la prueba de omnium, y plata en la prueba de ruta, donde la Selección Colombia hizo el 1,2,3 con Ana Cristina Sanabria ganando el oro y Serika Gulumá el bronce (A esta última le retiraron la medalla pues el reglamento UCI no permite tres ciclistas de la misma nación en el podio.) Ese mismo año en Juegos Centroamericanos y el Caribe Lorena ganó plata en persecución por equipos junto con Milena Salcedo, Serika Gulumá, Jessica Parra y Tatiana Dueñas.
En el 2019 Lorena ganó la última etapa de la Vuelta al Tolima, triunfo que llegó después de haber perdido el oro en el Tour Femenino del 2018 por centésimas de segundos ante Estefanía Herrera, corredora de Antioquia.
Lorena aún espera poder ganar una Vuelta a Colombia Femenina y correr en Europa, aspiraciones que se han pospuesto debido a la situación mundial con la pandemia del COVID-19, que obligó a la Gobernación de Boyacá a cancelar los contratos de todos los ciclistas del Boyacá es Para Vivirla para destinar esos recursos a mitigar la pandemia en el Departamento. La incertidumbre con respecto al futuro de su carrera profesional como ciclista, ha llevado a Lorena a incursionar como empresaria, creando su marca personal @by Lorena Colmenares.

## Palmarés

### Pista
| 2010 - Campeonato de Colombia en Pista - Plata en Persecución por equipos - Bronce en Carrera por puntos - Oro en Scratch - Oro en Ómnium 2011 - Campeonato de Colombia en Pista - Oro en Carrera por puntos - Bronce en Scratch - Oro en Ómnium 2014 - Campeonato de Colombia en Pista - Bronce en Persecución por equipos - Plata en Carrera por puntos - Plata en Ómnium 2015 - Copa Cuba de Pista - Bronce en Carrera por puntos - Campeonato de Colombia en Pista - Plata en Persecución por equipos - Plata en Ómnium 2016 - Campeonato de Colombia en Pista - Oro en Carrera por puntos - Oro en Ómnium - Campeonato Panamericano de Ciclismo en Pista - Bronce en Ómnium | 2017 - Campeonato de Colombia en Pista - Oro en Carrera por puntos - Plata en Madison o Americana - Bronce en Ómnium - Juegos Bolivarianos - Oro en Persecución por equipos 4000 m femenino - Plata en Ómnium 2018 - Juegos Suramericanos - Plata en Ómnium - Juegos Centroamericanos y del Caribe en Pista - Plata en Prueba por puntos - Plata en Persecución por equipos (junto con Milena Salcedo, Serika Gulumá, Jessica Parra y Tatiana Dueñas) 2019 - Campeonato de Colombia en Pista - Plata en Carrera por puntos |

### Ruta
| 2010 - Vuelta a Cundinamarca Femenina 2011 - 2 etapas del Tour Femenino - 2.ª en el Campeonato de Colombia en Ruta 2015 - Vuelta a Boyacá Femenina 2017 - 1 etapa de la Vuelta a Colombia Femenina 2018 - 2.ª en los Juegos Suramericanos en Ruta | 2019 - 1 etapa de la Vuelta al Tolima 2020 - 2 etapas de la Vuelta a Colombia Femenina - 1 etapa del Tour Femenino de Colombia 2021 - Vuelta Femenina a Guatemala, más 2 etapas - Campeonato de Colombia en Ruta 2022 - 2.ª en el Campeonato de Colombia en Ruta |

## Equipos
- Hechos de Verdad (2011)
- Specialized-Indeportes Boyacá (2014)
- Boyacá Raza de Campeones (2015-2016)
- Boyacá es para Vivirla (2017-2019)
- Colombia Tierra de Atletas Femenino (2020-)